# 疏花卷耳
疏花卷耳（学名：Cerastium pauciflorum）是石竹科卷耳属的植物。分布在蒙古、朝鲜、日本、中亚、俄罗斯以及中国大陆的甘肃、新疆等地，生长于海拔2,300米至2,540米的地区，常生长在河岸两旁湿地和山坡灌丛疏林下，目前尚未由人工引种栽培。

## 异名
- Cerastium pauciflorum Stev. ex Ser. var. amurense (Regel) Mizushima
- Cerastium pauciflorum Stev. ex Ser. var. oxalidiflorum (Makino) Ohwi